# 激活素与抑制素
激活素（英語：Activin，亦成为激活蛋白或活化素）与抑制素（英語：inhibin）是一种用于抑制卵泡刺激素分泌与组合的梭氨酸。参与在月经周期的调节中。

## 结构
抑制素属于转化生长因子-β超家族，由二硫键链接起来的α和β亚单位组成。两种抑制素的β亚单位不同，儘管α亚单位相同。

## 抑制素
抑制素由性腺，脑垂体，胎盘和其他器官分泌。

### 女性
在女性卵巢中，卵泡刺激素刺激卵泡中粒层细胞的抑制素分泌，随之使卵泡刺激素水平下降，形成负反馈。促性腺激素释放激素（GnRH）降低抑制素的分泌，胰岛素样生长因子-1（IGF-1）则可以促进其分泌。
- 抑制素B在卵泡早期到卵泡中期间达到了第一个波峰，于排卵时达到了第二个波峰。
- 抑制素A在黄体中期达到波峰。

### 男性
在男性中，同样可以抑制卵泡刺激素分泌，由位于睾丸的细精管中的塞尔托利氏细胞分泌。

## 活化素
活化素是与抑制素完全相反的一种缩氨酸。

## 临床重要性
在婴儿出生前的四屏测试，抑制素A在孕妇怀孕16-18周的时候可以被检测到。高升的抑制素（连同增加的β-人体绒膜促性腺激素，降低的甲胎蛋白，和降低的雌三醇） 可能导致胎儿的唐氏综合征。但四屏测试若得到异常结果一般需要进一步验证。它也是一种患卵巢癌的肿瘤标志。